# Cnemaspis nairi
Cnemaspis nairi är en ödleart som beskrevs av  Robert F. Inger MARX och KOSHY 1984. Cnemaspis nairi ingår i släktet Cnemaspis och familjen geckoödlor. Inga underarter finns listade i Catalogue of Life.